# Dryopteris komarovii
Dryopteris komarovii là một loài thực vật có mạch trong họ Dryopteridaceae. Loài này được Kossinsky miêu tả khoa học đầu tiên năm 1921.